# Bombus coccineus
Espèce
Statut de conservation UICN

 LC  : Préoccupation mineure
Bombus coccineus est une espèce de bourdons que l'on trouve au Pérou et en Équateur.